# Qəbələ
Gabala nebo Gebele (ázerbájdžánsky: Qəbələ) je město v Ázerbájdžánu, centrum stejnojmenného rajónu. V minulosti město neslo název Kutkašen, ale po vzniku nezávislého Ázerbájdžánu vláda město přejmenovala k poctě prastarého města Gabala, jež bylo metropolí starověké Kavkazské Albánie. Hlavní vykopávky starověké Gabaly se nacházejí asi 15 kilometrů jihozápadně od dnešního města. Kořeny tohoto města sahají do 4. století př. n. l. a leželo uprostřed Hedvábné stezky. Slavnou starověkou éru ukončila invaze nomádů roku 464. Dnešní město má okolo 13 tisíc obyvatel. V roce 2013 bylo jmenováno "kulturním hlavním městem" Společenství nezávislých států. Ve stejném roce se v něm konal summit Organizace turkických států. Od roku 2009 se ve městě koná mezinárodní hudební festival změřený na klasickou hudbu a jazz. Ve městě od roku 2005 působí úspěšný fotbalový klub Qəbələ FK. Dvakrát vyhrál ázerbájdžánský pohár (2018/19, 2022/23). Dvakrát se také probojoval do základní skupiny Evropské ligy (2015/16, 2016/17). Asi 20 kilometrů od města se nachází Gabalské mezinárodní letiště (Qəbələ Beynəlxalq Aeroportu). Postaveno bylo roku 2011.